# Zevin
Zevin är en ort i Azerbajdzjan.   Den ligger i distriktet Jardymly, i den södra delen av landet, 200 km sydväst om huvudstaden Baku. Zevin ligger 597 meter över havet och antalet invånare är 1 322.
Terrängen runt Zevin är kuperad. Närmaste större samhälle är Yardımlı, 16,3 km sydväst om Zevin. 
Omgivningarna runt Zevin är en mosaik av jordbruksmark och naturlig växtlighet. Runt Zevin är det ganska tätbefolkat, med 67 invånare per kvadratkilometer.